# 病気の日本近代史 幕末から平成まで
『病気の日本近代史 幕末から平成まで』（びょうきのにっぽんきんだいし ばくまつからへいせいまで）は、政治史、軍事史分野の歴史学者、秦郁彦の著作である。2004年に入院して、医学関係の本を多く読んだことを契機に、学際的な観点で日本近代の医学史を執筆しようとしたと述べている。病気や医学研究にまつわるエピソードが一般向けに書かれている。2011年、文藝春秋社から刊行された。

## 内容概略
第一章；黎明期の外科手術
虫垂の切除手術は大正から昭和初期にさかんに行われた初歩的な手術であったが、1980年代に抗生物質の普及によって減少した。明治期の1912年（明治35年）に秋山真之中将が虫垂炎をこじらせた腹膜炎で死亡したことにみられるように虫垂炎の手術が日本で行われるようになった時期はそれほど古くなかった。近藤次繁の1899年の日本での最初の虫垂削除手術の成功や、スクリバや、華岡青洲、伊古田純道などの江戸期から明治の外科のパイオニアが紹介される。
第二章；脚気論争と森鴎外
日露戦争で日本陸軍が脚気の伝染病説を支持して、白米にかたよる兵食にこだわったことにより、公式戦史によっても脚気による患者14万人をだし、6000人の死者を出した。脚気の原因論争と、それにかかわった緒方正規や森鷗外、海軍での脚気撲滅を行った海軍省医務局次長高木兼寛などが紹介される。
第三章；伝染病との戦い
1870年代から1890年代はさまざまな伝染病細菌の発見があいついだ時代である。近代医学が導入されて間のない日本人医学者もこの分野で活躍した。北里柴三郎や野口英世が紹介され、1894年の香港でのペスト流行とペスト菌の発見にかかわった北里やアレクサンドル・エルサン、青山胤通など事跡や、1910年代末のスペイン風邪の日本での流行の被害などが紹介される。
第四章；結核との長期戦

第五章；戦病の大量死とマラリア
信頼のおける統計もない日本軍の第二次世界大戦の大量の戦病死の数値が検討され、アメリカ軍のマラリア対策や輸血作戦などが紹介される。
第六章；狂聖たちの列伝
1918年、アメリカ留学中に発狂し、同僚医師を射殺した精神医学の先駆者、石田昇が紹介される。東京府立巣鴨病院や松沢病院に収容されて当時の新聞で有名になった葦原将軍（葦原金次郎）の生涯やエピソードが紹介される。精神障害歴のある著名人数人が紹介され、大川周明の病状や、コルサコフ症候群の病跡のあった平沢貞通の精神鑑定について、やや詳しく紹介される。
第七章；肺ガンとタバコ
喫煙者である筆者が、受動喫煙の害を強調した、平山雄の調査結果やWHOのグロ・ブルントラント元事務総長の行動を批判的に論評する。

## 書誌情報
- 秦郁彦『病気の日本近代史―幕末から平成まで』文藝春秋、2011年5月。ISBN 9784163740508。